# Monarda (họ Hoa môi)
Monarda là một chi thực vật có hoa trong họ Hoa môi (Lamiaceae).

## Hình ảnh

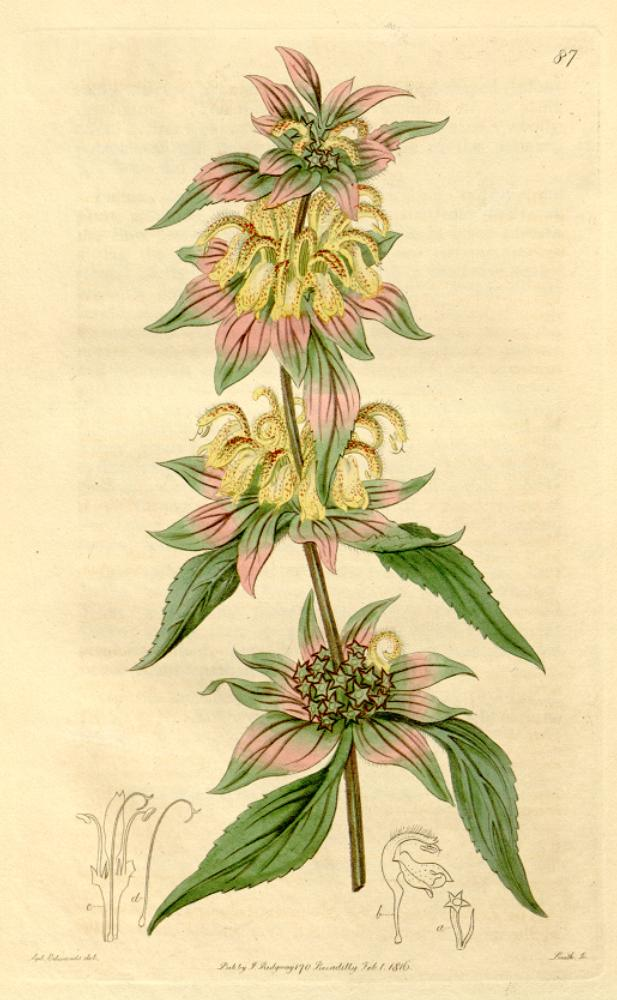
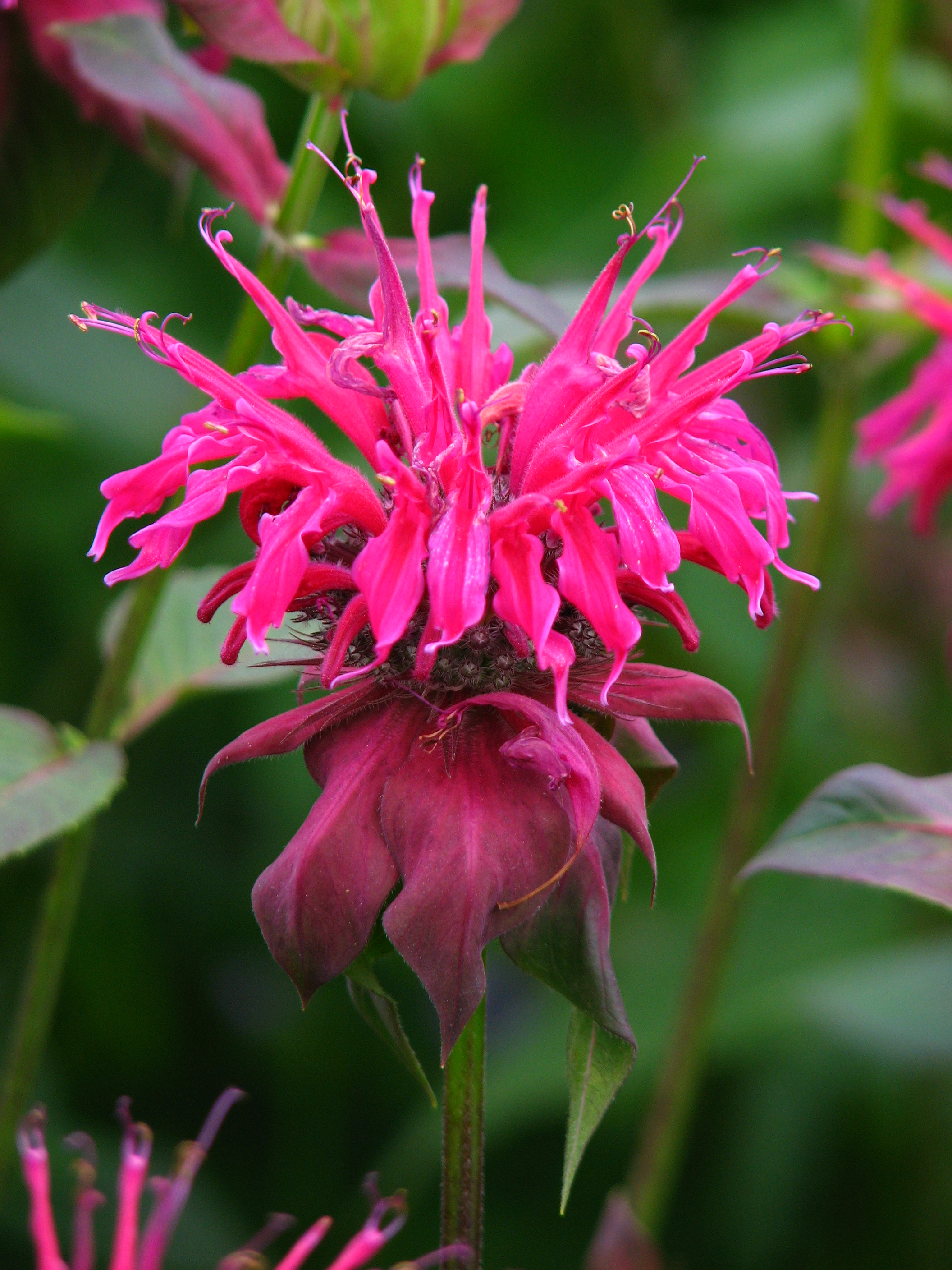
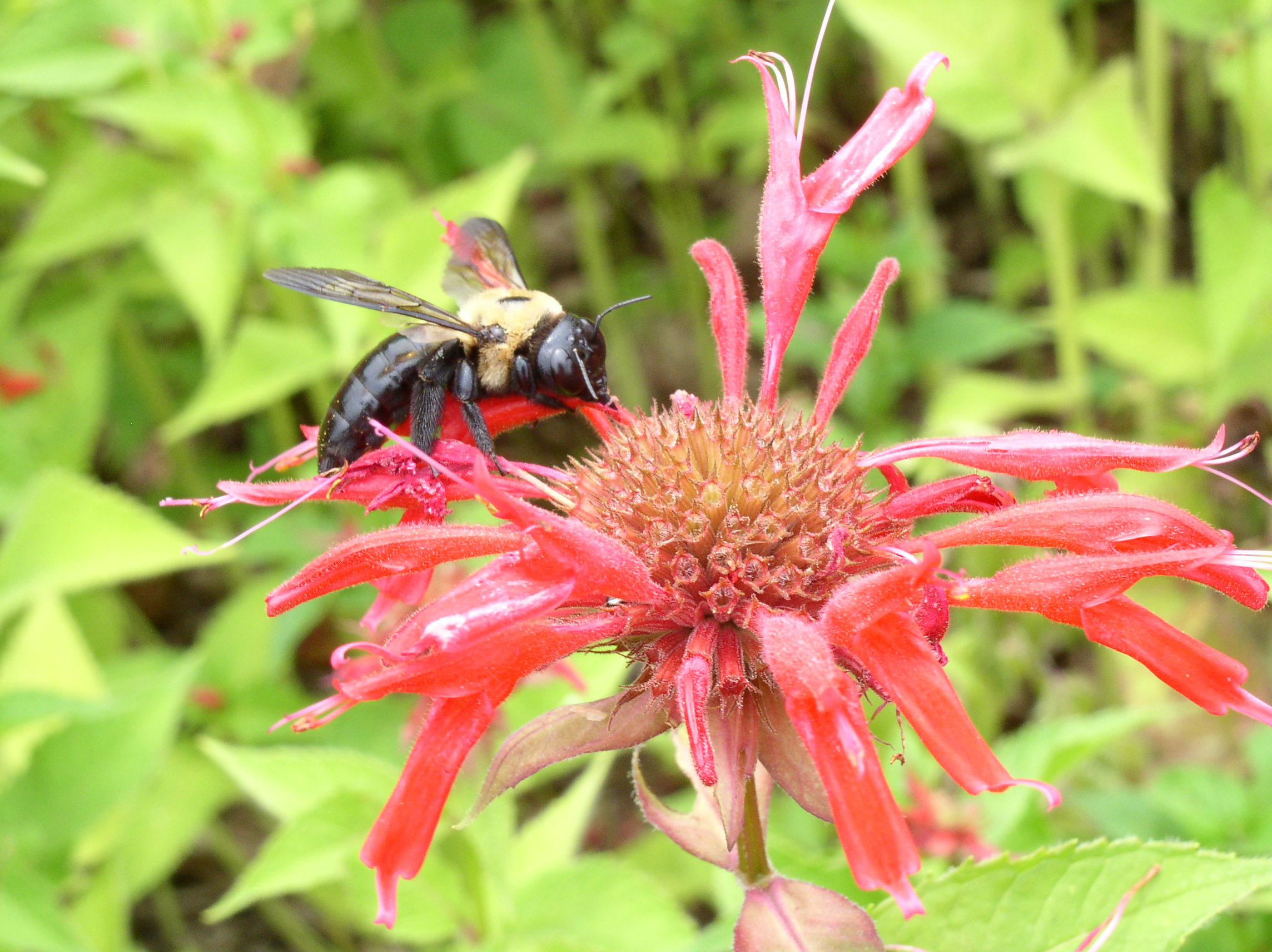

## Loài
Chi Monarda gồm các loài:
- Monarda affinis
- Monarda albiflora
- Monarda allophylla
- Monarda altissima
- Monarda amplexicaulis
- Monarda aristata
- Monarda austromontana
- Monarda barbata
- Monarda bartlettii
- Monarda beckii